# Falciot de Bates
El falciot de Bates (Apus batesi) és una espècie d'ocell de la família dels apòdids (Apodidae) que viu sobre zones de selva humida de Libèria, Ghana, Nigèria, sud de Camerun, nord de Gabon, República Centreafricana i nord-est de la República Democràtica del Congo.